# Linha Verde (Chipre)

Linha Verde (em vermelho) no Chipre

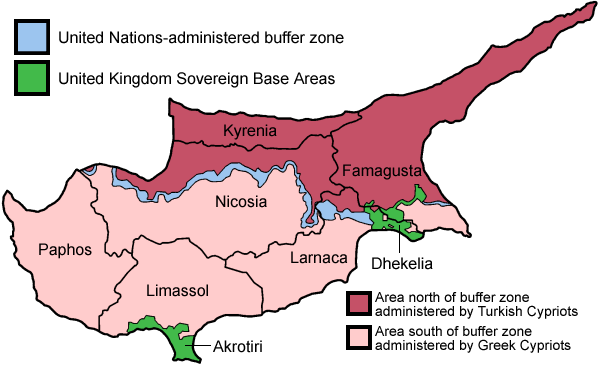
Divisão da ilha de Chipre; a zona tampão da ONU é mostrada na cor azul-clara no mapa.

A Linha Verde é a linha de demarcação que divide Nicósia, capital do Chipre, em duas partes, uma ao norte sob o poder da auto-denominada República Turca do Chipre do Norte, e outra ao sul controlada pelo governo da República de Chipre, internacionalmente reconhecida. A passagem através da mesma é feita exclusivamente pela "Ledra Palace Check Point", um local controlado pelas forças de segurança de ambos os lados da ilha e pela UNFICYP.

## Histórico
Em 1960, Chipre tornou-se independente, bi-comunal, com uma população na sua maioria de origem grega e uma grande minoria turca. Em dezembro de 1963, a cidade foi centro de violentos confrontos entre as comunidades, resultando em uma divisão de fato da mesma. O secretário britânico de Relações da Commonwealth, Dunk Sands, viajou para Chipre, com a intenção de restaurar a calma. Houve uma série de reuniões com os delegados turco-cipriotas e greco-cipriotas liderados por Sands. Durante a mesma, o general Peter Young, que estava no comando das tropas britânicas que chegaram para supervisionar o cessar-fogo, em 30 de Dezembro de 1963, traçou uma linha de cessar-fogo sobre o mapa de confronto em Nicósia com um lápis verde, que viria a ser conhecida como a "Linha Verde". A linha foi reforçada pela invasão da ilha pela Turquia, em julho de 1974. Tornou-se a fronteira de fato, em 1983, quando o lado turco-cipriota se auto-proclama a República Turca do Norte de Chipre, reconhecida apenas pela Turquia.
A partir desse momento, a linha mantém o nome de "Linha Verde", que separa as duas comunidades, através de uma combinação de barricadas, sacos de areia, arame farpado e postos de guarda. Sua largura é variável (sendo, em média, correspondendo a uma rua) e o policiamento interno é feito por tropas da UNFICYP das Nações Unidas.
Esta linha também é chamada em alguns casos, como Linha Átila, nome de código dado pelas forças turcas durante a intervenção militar da ilha durante a Operação Átila.
Na noite de 8 a 9 de março de 2007, o governo cipriota começou a demolir parte da Linha Verde em "um sinal de boa vontade", como declarou o porta-voz do governo Christodoulos Pashardes, que foi saudado pelo líder turco-cipriota Mehmet Ali Talat, mas advertiu que a medida, apesar de ser positiva, não é nem definitiva nem constitui o fim do conflito de ambas as comunidades.

## Ver Também
- Questão de Chipre